# Turismo arqueológico

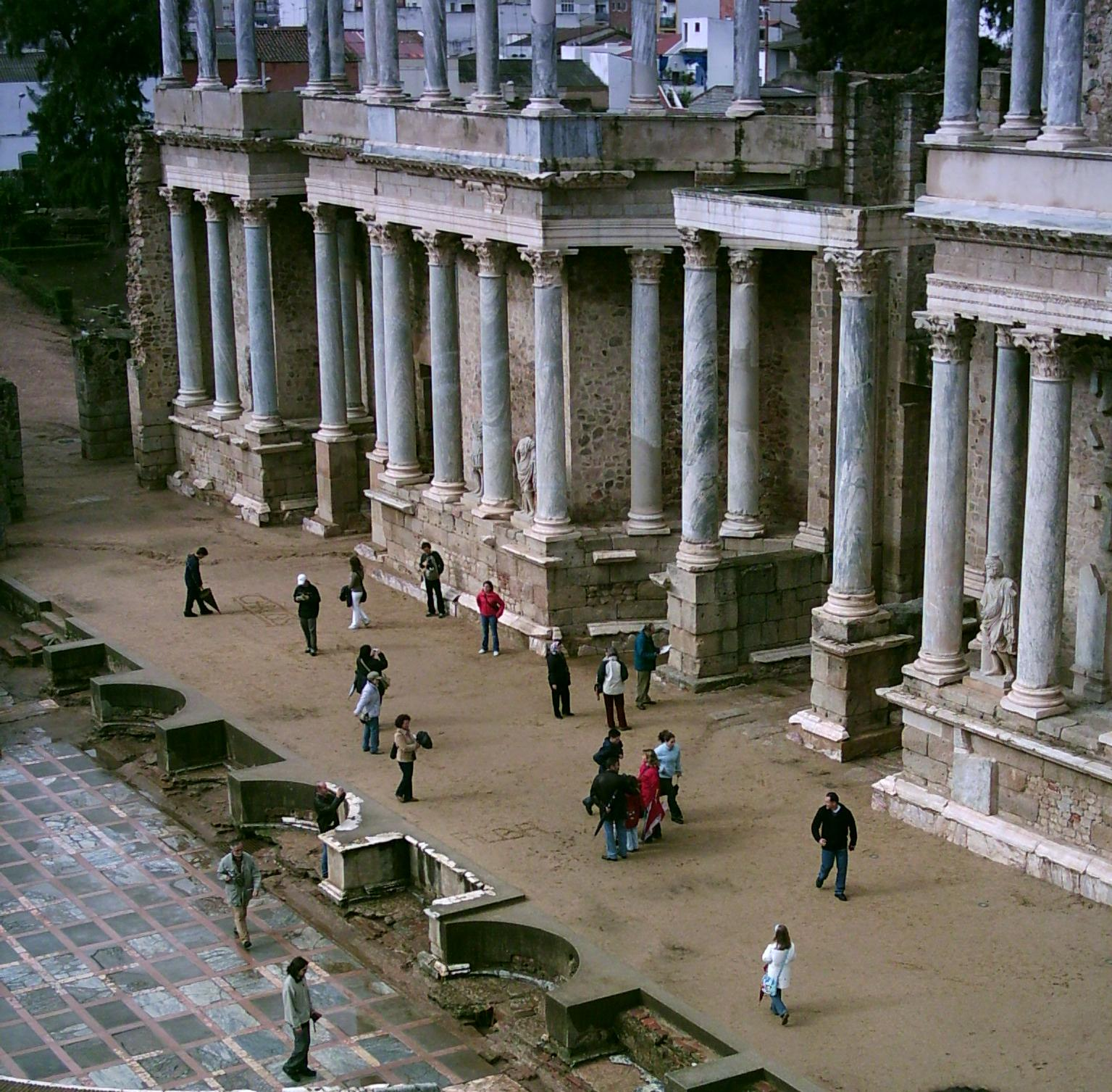
Turistas en el teatro hispanorromano de Mérida, España.

El arqueoturismo o turismo arqueológico es una modalidad bajo la que se presentan propuestas y productos culturales y turísticos en los que la arqueología es el ingrediente principal. Es una forma alternativa de turismo cultural, basado en promocionar la pasión por la arqueología y las iniciativas de conservación de los yacimientos y lugares históricos.